# ダニエル・アルクッチ
ダニエル・アルクッチ（Daniel Arcucci、Daniel Andrés Alfredo Arcucci、1963年 - ）はアルゼンチン・プアン出身のサッカージャーナリスト。
1983年から『エル・グラフィコ』、1997年から『ラ・ナシオン』のスポーツ紙で記者を務めている。またFOXスポーツでもゲスト解説として出演している。